# Uzbecká hokejová reprezentace
Uzbecká hokejová reprezentace je národní hokejové mužstvo Uzbekistánu. Lední hokej v Uzbekistánu je řízen uzbeckou hokejovou federací (O'ZF - O'zbekiston Xokkey Federatsiyasi). Uzbekistán je přidruženým členem Mezinárodní hokejové federace od 26.9.2019. Uzbekistánské národní mužské a juniorské národní týmy debutovaly v roce 1978 na zimních spartakiádních hrách. Týmy jsou od té doby neaktivní. V roce 2025 se poprvé účastní mistrovství světa v divizi IV.

## Mezistátní utkání Uzbekistánu
07.03.1978  Leningrad 13:0 Uzbekistán 
09.03.1978  Tatarstán 8:5 Uzbekistán 
11.03.1978  Kujbyševská o. 5:3 Uzbekistán 
12.03.1978  Lotyšsko 5:4 Uzbekistán 
14.03.1978  Uzbekistán 6:1 Litva 
16.03.1978  Baškortostán 7:3 Uzbekistán 
16.02.1982  Moskva 26:0 Uzbekistán 
18.02.1982  Čeljabinská oblast 17:1 Uzbekistán 
20.02.1982  Kujbyševská oblast 11:3 Uzbekistán 
22.02.1982  Uzbekistán 6:2 Litva 
24.02.1982  Estonsko 4:3 Uzbekistán 
26.02.1982  Lotyšsko 9:1 Uzbekistán 
18.02.1986  Lipecká oblast 10:1 Uzbekistán 
19.02.1986  Lotyšsko 5:2 Uzbekistán 
21.02.1986  Ukrajina 9:2 Uzbekistán 

## Mistrovství světa
| Rok                  | Místo   | Umístění v divizi | Celkové umístění |
| -------------------- | ------- | ----------------- | ---------------- |
| MS 2025 divize IV    | Arménie | Zlatá medaile     | 53.              |
| MS 2026 divize III B |         |                   |                  |